# Adenophora fusifolia
Adenophora fusifolia är en klockväxtart som beskrevs av Yong No Lee. Adenophora fusifolia ingår i släktet kragklockor, och familjen klockväxter. Inga underarter finns listade i Catalogue of Life.